# Anna z Landskronu
Anna z Landskronu (v německém originále Anna von Landskron, též uváděno zřejmě omylem jako Anna von Landsberg, v češtině zmiňována též jako Anna z Lanškrounu) je první, historicko-romantická opera ve čtyřech jednáních českoněmeckého skladatele Johanna Josefa Aberta na libreto Christiana Gottfrieda Nehrlicha. Poprvé byla uvedena dne 12. prosince 1858 v královském dvorním divadle ve Stuttgartu.

## Vznik a historie díla
Absolvent pražské konzervatoře J. J. Abert působil od roku 1853 jako kontrabasista v orchestru divadla ve Stuttgartu, hlavním městě Württemberského království. Brzy se zde prosadil jako skladatel a roku 1858 toto divadle uvedlo jeho první operu v duchu německého romantismu Louise Spohra nebo Heinricha Marschnera. Kritik Národních listů o ní s časovým odstupem napsal, že „překvapila méně individuelní stránkou výrazu, jako neobyčejnou znalostí účinku divadelního a svěžestí koncepce“ a že její autor „[p]řiznal se hned v první této své práci operistické co přívrženec školy eklektické, kteráž těžila z růzností jednotlivých slohů operních, během času v národě vlašském, francouzském a německém se vyvinuvších“.
Podle Jitky Ludvové se děj libreta odehrává v době nejstarších Přemyslovců. Libreto se však ve skutečnosti opírá o historickou novelu Karla Augusta Enseho Die Sterner und die Pfitticher (1821) (stejnojmenné drama Otto Roquetta bylo uvedeno roku 1856) a jeho děj je položen do roku 1273 do švýcarského města Basileje. Příběh je romantickou smyšlenkou, ač využívá některých skutečných jmen a historických odkazů. Na pozadí sporů mezi různými frakcemi ve městě se odehrává milostný příběh připomínající Romea a Julii, kdy láska mladých hrdinů, syna a dcery vůdců znepřátelených stran, skončí téměř tragicky. Vnitřní nesvornost způsobenou velkým císařským interregnem (1257-1273) zažehná nově zvolený císař Rudolf I. Habsburský. Adaptace této látky na libreto není z dramatického hlediska zcela povedená (např. postava Hildegard přísahá pomstu hlavnímu hrdinovi a pak bez dalšího mizí z děje), obsahuje však řadu hudebně vděčných situací. Císaře Rudolfa zpíval v při premiéře Jan Píšek, který Abertovo stuttgartské angažmá zprostředkoval. Český hudební časopis Dalibor přinesl o opeře „geniálního krajana“ zprávu, že „[t]extu se dá mnoho vad vytknouti, avšak opera této vyniká bohatostí nápěvu, obratnou instrumentací a pěknými effekty“.
Abertova prvotina byla ve Stuttgartu přijata značně příznivě (podle referenta Bohemie „se ve Stuttgartu všeobecně prosadil názor, že německá opera může od Aberta mnohé čekat“), ale ohlašované záměry na uvedení v Praze a ve Vídni se neuskutečnily. Průlom na německá jeviště skladatel zaznamenal až o několik let později svou třetí operou Astorga.

## Osoby
- Hrabě Rudolf Habsburský, zvolený císař
- Hrabě Friedrich, purkrabí norimberský, jeho vyslanec
- Dietrich z Ramsteinu, hlava Hvězdů
- Carl z Ramsteinu, jeho syn
- Biskup Heinrich, hrabě z Neuenburgu am See
- Hildegard, jeho neteř
- Heinrich Mönch z Landskronu, basilejský purkmistr
- Anna z Landskronu, jeho dcera
- Marie, její příbuzná a společnice
- Kurt, starý sluha
- Edgar Berg, hejtman městské gardy a herold na turnaji
- Job Huver, žalářník a starší cechmistr mečířského cechu
- Rytíři, průvod císaře, měšťané a členové městské gardy, ženy

## Děj opery

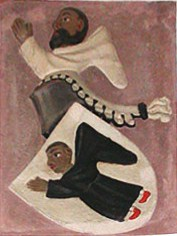
Erb Münchů z Landskronu

Město Basilej (roku 1273) žije již dlouho rozerváno půtkou mezi šlechtickou stranou pod praporem Hvězdy (Stern), jejímž náčelníkem je Dietrich z Ramsteinu, a měšťanskou stranou pod praporem Papoucha (Pfittich), jejíž hlavou jsou purkmistr Heinrich Mönch (Münch) z Landskronu a biskup Heinrich hrabě z Neuenburgu.

### 1. dějství
(Kolbiště, po konci turnaje) Lid provolává vítězi městského klání (sbor Heil dem Sieger, dem Tapfern, dem Starken), mladéu Carlu z Ramsteinu. Spolu se skupinou městských děvčat mu předává zlatý řetěz a vavřínový věnec purkmistrova dcera Anna z Landskronu. Anna a Carl k sobě zjevně cítí náklonnost, na což její otec, biskupova neteř Hildegard a hejtman městské stráže Edgar Berg shlížejí s nevolí: Landskrona hněte, že zvítězil syn vůdce šlechtické strany, zatímco Berga a Hildegard mučí žárlivost.
(Proměna – Zahrada u purkmistrova domu) Annina příbuzná Marie nadšeně vypráví o Carlově vítězství, což Anna s potěšením poslouchá (árie Wie schön war Carl, der Held). Přichází opěvovaný hrdina; Anna se schová v loubí a vyslechne jeho vyznání lásky (Carlova árie Hier will ich weilen… Holde Liebe! deine Zauber), pak se mu dá poznat a milenci se uchopí za ruce (duet Er/Sie ist's – er/sie naht!). Z povzdálí to nevraživě pozoruje Edgar Berg a přísahá Carlovi pomstu (árie Ja, sie liebt ihn!).
(Proměna – Místnost v biskupském paláci) Hildegard sedí u stolu a melancholicky přemítá (árie Auf ewig für mich verloren!... Klage, o Herz). Přichází Edgar Berg a předává jí dopis Carla Anně, který náhodně zachytil. Hildegard vybuchne s pomstychtivou zuřivostí (duet Ha! der Falsche!).
(Proměna – Spolková místnost v domě kupeckého cechu Saferan) V místnosti se shromáždili zástupci všech městských cechů. Starší mistr cechu mečířů Job Huver je vyzývá k odporu proti pyšné straně Hvězdů (zpěv Sehr klug, daß Ihr im Alltagskleid). Edgar Berg přináší zprávu o tom, že mladí šlechtici přepadli měšťanskou svatbu, zneuctili nevěstu a zabili ženicha,který se ji pokoušel bránit (árie Das Maß ist voll. Im Übermut des Siegs). Měšťané přísahají pomstu a volají do boje pod heslem „Vítězství Papouchovi“.

### 2. dějství
(Hlavní náměstí v Basileji) Strana Papouchů zvítězila v prvním střetu a ženy a děti vítají bojovníky zpět (sbor Als Sieger, frei seh'n wir uns wieder). Biskup Heinrich varuje Landskrona před přílišnou sebedůvěrou a považuje tento okamžik za vhodný ke smíru, ale podle purkmistra usmíření není možné. Biskup neodepře měšťanské gardě své požehnání (ansámbl a sbor Wir streiten nur für unser gutes Recht).
(Proměna – Annin pokoj) Marie přináší Anně novinu, že jej otec se vrací z bože živ a zdráv jako vítěz. Ta se však ptá jen po Carlovi, o němž Marie nemá zprávy (Annina árie Wie es auch sei, nur ihm gehört mein Leben). Anna se vítá s vracejícím se otcem. Ten se obává, že by mohl v dalších bojít přijít o život, a proto by rád viděl dceru provdánu, a to za Edgara Berga (árie Mein teures Kind!... Des Vaters Rate fest vertrauen). Anna se však přiznává, že její srdce patří Carlovi z Ramsteinu. Landskron je zděšen, zavrhuje svou dceru jako zrádkyni a přes její a Mariiny prosby se hodlá Ramsteinům co nejdříve pomstít v boji (tercet Ich bin entehrt, verraten und betrogen').

### 3. dějství
(Tábor Hvězdů před branami Basileje) Vojáci zpívají bojovou píseň (Es ruft der Kampf, es schmettert die Trompete), ale na Carla působí více zvuk večerní modlitby doléhající z blízkého ženského kláštera (sbor Benedicamus Dominum).Sám bojuje jen se sebezapřením, jeho myšlenky platí míru a Anně (velká scéna Ach diese heil'gen Klänge… Ohne dich, geliebte Seele). Annin služebník Kurt mu přináší milostný dopis od své paní. Carl jej čte a nedokáže se udržet, prchá tajně z tábora za ní (árie Edler Ritter! hindert jeden Kampf… Auf, auf! im Flug zu ihr).
(Proměna – Zahrada u purkmistrova domu) Je noc, Anna však nemůže spát a strachuje se o Carla; ten však již je v její zahradě a čeká pod balkonem (Annina romance Ich wandle durch die Nacht a duet Erscheine, Lebensstern!) Než se však milenci stačí dát do hovoru, vnikají do zahrady měšťanští ozbrojenci vedení Bergem, odzbrojují Carla a odvádějí ho do městského vězení.

### 4. dějství
(Kobka městského vězení) Carl s odevzdáním vyčkává svou smrt (árie Wie träge schleicht die Nacht). Přichází Anna, která jej chce s pomocí oddaného žalářníka osvobodit. Jenže Carl odmítá uprchnout bez ní a Annu zase drží ve městě čest a dceřiná poslušnost (duet Dich seh' ich, meiner Augen Licht!). Dříve, než se Anna rozhodne, přichází stráž a odvádí Carla k soudu. Anna se v nejvyšší nouzi modlí za Carlův život k Panně Marii (árie Was soll ich tun?… Maria! blick herab).
(Proměna – Císařský sál basilejské radnice) Před shromážděnými radními i ostatními měšťany obžalovává Landskron Carla z toho, že zrádně vnikl do města s úmyslem vydat je nepříteli. To Carl popírá, odmítá však prozradit skutečný důvod své přítomnosti, a je proto odsouzen k smrti. Ale ani Annino přiznání, že to ona jej do obleženého města pozvala, nepomůže: naopak ji přísný otec odsuzuje k tomu, aby sdílela Carlův trest.
V té chvíli uvádí Edgar Berg norimberského purkrabího Fridricha, vyslance nové zvoleného císaře, jímž se stal dávný nepřítel města Basileje hrabě Rudolf Habsburský. Podle slov Fridrichových se městu odnímá soudní pravomoc. V honosném průvodu přichází sám císař a nařizuje oběma znepřáteleným stranám okamžitý smír. Purkmistr ihned obrací a žehná sňatku své dcera s Carlem z Ramsteina. Lid provolává slávu císaři: „Ať žije právo a zákon“ (finále: sbor Die Herzen hier schlagen dir liebend entgegen, zpěv císaře Mit Freuden, Kinder, sprech' ich's aus a ansámbl Jauchzet dem Herrscher des Reiches entgegen).